# Бутенко, Фёдор Хрисанфович
Фёдор Хрисанфович Бутенко  ( 20 апреля 1905, село Андреевка, Селидовская волость, Бахмутский уезд, Екатеринославская губерния — после 1943) — советский дипломат, журналист, литературный критик. В 1938 году бежал в Италию и стал невозвращенцем.

## Биография
Родился в семье сельского фельдшера.
Согласно официальной советской автобиографии, во время Гражданской войны служил в Красной армии. В автобиографии, составленной впоследствии для итальянских спецслужб утверждал, что в подростковом возрасте служил в Белой армии П. Н. Врангеля.
В 1921—1923 гг. работал помощником уполномоченного Секретно-оперативной части Донецкой губернского отдела ГПУ.
Окончил Днепропетровский педагогический институт и аспирантуру НИИ сравнительной истории литературы и языков Запада и Востока при ЛГУ. После окончания работал там же научным сотрудником, учёным секретарём, заведующим сектором классической русской литературы. С 1932 года — ответственный редактор «Гослитиздата», был редактором при подготовке изданий Салтыкова-Щедрина, Толстого, Чехова. Участвовал в политических кампаниях против литераторов, обвиняя из в  троцкизме, левом и правом уклоне.
В 1935—1937 гг. — слушатель Института по подготовке дипломатических и консульских работников НКИД. По окончании работал гидом-переводчиком советского павильона на Всемирной выставке в Париже.
В декабре 1937 года Бутенко направляют советником в Полпредство СССР в Румынии, а с 4 февраля 1938 года, после отзыва полпреда Михаила Островского, его назначают временным поверенным в делах СССР в Румынии.
Вечером 6 февраля 1938 года покинул постпредство и при содействии румынских властей по подложному паспорту перебрался в Италию, где получил политическое убежище. Бегство Бутенко вызвало международный скандал и серьёзно осложнило советско-румынские отношения. Литвинов направил ноту правительству Румынии с обвинениями в похищении дипломата.
Сотрудничал с итальянскими спецслужбами, участвовал в пропагандистской кампании в итальянской и германской прессе и на радио с обвинениями против советских властей, организовавших уничтожение партийной оппозиции, руководства армии, против сталинской колхозной политики, повлёкшей массовые жертвы среди крестьянства и др. Издал сначала на немецком, потом на итальянском языке книгу «Разоблачение Москвы». Бутенко демонстрирует своё восхищение итальянским фашизмом и германским национал-социализмом. После принятия итальянских расовых законов опубликовал статью, направленную против «еврейского засилия в СССР» .
После сближения СССР и Германии в 1939 году спрос на антисоветскую пропаганду резко сократился, и Бутенко предложил свои услуги представителям украинских националистов в Италии, однако их глава Евгений Онацкий предложение отверг.
Опасаясь покушения ОГПУ, Бутенко в 1939—1942 годах живёт на Сицилии в условиях глубокой конспирации под именем Альберто Росси. Затем его переводят в Албанию, где он служит военным цензором.
Последние сведения о Бутенко относятся к 1943 году, когда он находился в Венеции. Дальнейшая его судьба неизвестна.
Семья Фёдора Бутенко осталась в СССР. Его жена, Вера Кравченко, была репрессирована в 1941 году, а его дочь Лия, вероятно, погибла во время блокады Ленинграда.